# Eduard Fernández
Eduard Fernández Serrano (Barcelona, 25 de agosto de 1964) é um ator espanhol. Ganhou o Prêmio Goya de melhor ator coadjuvante em duas oportunidades, pelo seu papel nos filmes En la ciudad e Mientras dure la guerra. Também ganhou, em 2002, o Prêmio Goya de melhor ator pelo seu papel no filme Fausto 5.0.